# Безкорисливість
Безкорисливість — відсутність жаги до користі, особистої вигоди, здатність приносити добро й користь людям, не очікуючи в замін особистих вигоди чи користі. Безкорисливість є моральною якістю, оскільки характеризує всі моральні відносини і є їхньою універсальною властивістю. Безкорисливий той хто чужий користі, користолюбству; що не прагне до особистої вигоди, наживи.
Безкорисливим ми називаємо вчинок, який не переслідує ніякої егоїстичної мети, або вчинок, який неможливо пояснити лише одним егоїзмом. Ось чому безкорисливість (у всякому разі, після Канта) вважається властивістю моральної поведінки: діяти морально значить, як говорить Кант, «нічого не очікувати для себе» від цього вчинку. З цього аж ніяк не випливає, що моральна поведінка не здатна приносити радість або задоволення. Припустимо, ви знайшли набитий грошима гаманець і повернули його власнику. Ваш вчинок можна назвати моральним тільки в тому випадку, якщо вами рухала не надія отримати нагороду, не страх покарання (в тому числі божественного, бо в цьому випадку ваша поведінка свідчить не про моральність, а про релігійність або егоїзм) і навіть не задоволення від усвідомлення того, що ви вчинили як годиться порядній людині. Втім, моральність вчинку не виключає можливості отримати задоволення або нагороду.
Питання про те, чи можлива безкорисливість, викликає суперечки — адже воно порушує принцип задоволення. Відповісти, так це чи ні, не можна, в тому числі і тому, що саме питання поставлене неправильно. Якщо ми радіємо, здійснюючи добрий вчинок, це ще не означає, що ми робимо його заради власної радості. Але навіть якщо б це і було так, така радість — максимально наближена до безкорисливості, хоча і не повністю безкорислива — все-таки краща, ніж радість мерзотника, який вміє черпати насолоду тільки в заподіянні іншому зла або у власному благополуччі.
І зовсім несерйозною стає постановка питання про безкорисливість, коли мова йде про любов. Не можна сказати, що мати, що годує дитину, чинить безкорисливо, адже від благополуччя дитини залежить її щастя. Але треба бути сліпим, щоб не бачити — материнська любов вища безкорисливості. Тут ми переходимо від моралі до етики, від безкорисливості до любові і від Канта до Спінози.